# Combate de la Posta de los Colorados
El Combate de la Posta de los Colorados (cerca de Patquia) fue un pequeño pero importante combate entre los riojanos leales al gobernador Francisco Ortiz de Ocampo y la División Auxiliares de los Andes, al mando de Francisco Solano del Corro. Este último obtuvo una victoria sobre los riojanos y se apoderó de la capital provincial; algunas semanas después fue derrotado por Juan Facundo Quiroga en el Combate de La Rioja.

## Operación bélica
Del Corro había tomado el mando de la división que había insurreccionado Mariano Mendizábal en San Juan en enero de 1820. Tras una serie de luchas intestinas en Cuyo, esa división partió hacia el norte, con la intención de ponerse a órdenes de Martín Miguel de Güemes para una proyectada campaña al Alto Perú.
Al ingresar a la provincia de La Rioja, su gobernador, Francisco Ortiz de Ocampo les prohibió el paso. La respuesta de Del Corro desconocía la autoridad de Ortiz de Ocampo e incluso la autonomía provincial de La Rioja, que era muy reciente.
En consecuencia, todos los grupos dirigentes de La Rioja, viendo amenazada su autonomía, formaron milicias a órdenes del gobernador; entre los comandantes de departamento figuraba el de la Sierra de los Llanos, muy querido por los riojanos, Juan Facundo Quiroga, alias el tigre de los Llanos.
El choque se produjo cerca de Patquía: la resistencia de los riojanos, organizados en milicias y montoneras, poco pudo hacer frente a las fuerzas profesionales —habían formado parte del Ejército de los Andes— de Del Corro.

## Consecuencias
Ortiz de Ocampo huyó y fue destituido de su cargo; las tropas vencedoras ocuparon la capital de la provincia, negando a la misma su derecho a la autonomía, aunque no instalaron gobierno alguno.
Algunas semanas más tarde, Del Corro continuó su marcha hacia el norte, mientras parte de sus tropas quedaron en La Rioja al mando de su segundo, Francisco Aldao. En ese momento se produjo el contraataque de Facundo Quiroga al frente de 80 hombres, que en el llamado combate de La Rioja logró derrotar a Aldao y ocupar la capital.
En lugar del ausente Ortiz de Ocampo, el gobierno pasó a Nicolás Dávila, cuyo comandante de armas fue Facundo Quiroga.